# ماريا لوز موراليس
ماريا لوز موراليس (بالإسبانية: María Luz Morales)‏ هي صحفية ومترجمة وكاتِبة إسبانية، ولدت في 1898 في لا كورونيا في إسبانيا، وتوفيت في 22 سبتمبر 1980 في برشلونة في إسبانيا.